# Königliche Parks in London

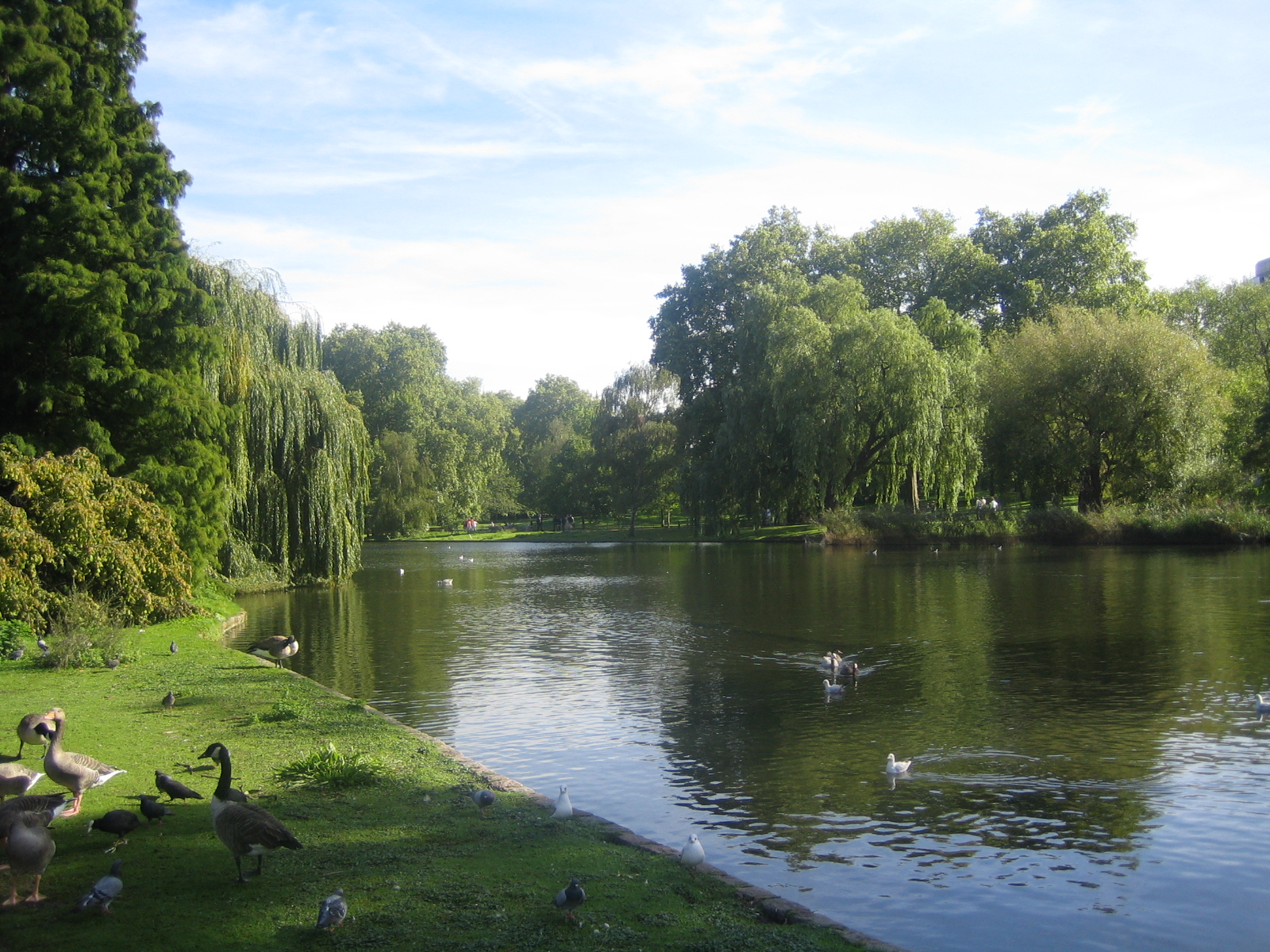
St. James’s Park (2006)

Die Königlichen Parks von London (engl. Royal Parks) waren einst Ländereien, die den Monarchen Englands (später Großbritannien) gehörten und diesen als Erholungsgebiet dienten. Mit der zunehmenden Urbanisierung Londons wurden die Gebiete in öffentlich zugängliche Parks umgewandelt.
Die königlichen Parks werden durch die Wohltätigkeitsorganisation Royal Parks verwaltet, die 2017 die vorher zuständige Behörde Royal Parks Agency ablöste. Die Metropolitan Police ist für Ruhe und Ordnung zuständig. Die zuvor zuständige Royal Parks Constabulary existierte seit 1872, unterstand dem Kulturministerium und wurde 2004 aufgelöst. Den Unterhalt der Parks finanziert die Verwaltung unter anderem durch kommerzielle Aktivitäten wie Restaurantbetriebe und Konzertveranstaltungen.
Heute gibt es acht Parks, die diesen formellen oben genannten Namenszusatz tragen:
1. Bushy Park
2. Green Park
3. Greenwich Park
4. Hyde Park
5. Kensington Gardens
6. Regent’s Park
7. Richmond Park
8. St. James’s Park